# Хлебович, Георгий Евгеньевич
Гео́ргий Евге́ньевич Хлебо́вич (бел. Георгій Яўгенавіч Хлябовіч; род. 23 августа 1966, Новогрудок, Новогрудский район, Гродненская область, БССР, СССР) —  белорусский государственный и политический деятель, депутат Палаты представителей Национального собрания VIII созыва.

## Биография
Родился 23 августа 1966 года в семье служащих. В 1992 году окончил Гродненский государственный медицинский институт по специальности «Лечебное дело» с отличием. В 2003 году окончил клиническую ординатуру в Белорусском научно-исследовательском институте травматологии и ортопедии. Прошёл трудовой путь от интерна-хирурга до заместителя главного врача Барановичской городской больницы. С апреля 2016 года работает главным врачом и врачом-травматологом по совместительству в Ляховичской центральной районной больнице.
25 февраля 2024 года избран Депутатом Палаты представителей Национального собрания Белоруссии.

### VIII созыв (с 22 марта 2024 года)
Во время функционирования Палаты представителей VIII созыва является членом Постоянной комиссии по труду и социальным вопросам.

## Выборы
| Кандидат                    | Кандидат                     | Партия                           | Голосов | %   |
| --------------------------- | ---------------------------- | -------------------------------- | ------- | --- |
|                             | Хлебович, Георгий Евгеньевич | Партия «Белая Русь»              |         |     |
|                             | Лукащик, Виктор Николаевич   | Партия «Белая Русь»              |         |     |
|                             | Кулак, Наталия Ивановна      | Коммунистическая партия Беларуси |         |     |
| Против всех                 |                              |                                  |         |     |
| Недействительных бюллетеней |                              |                                  |         |     |
| Всего                       | Всего                        | Всего                            |         | 100 |
| Явка избирателей            |                              |                                  |         |     |

## Личная жизнь
Женат, воспитывает трёх дочерей и сына.